# Гесс, Штефан
Ште́фан Гесс (нем. Stefan Hess; род. 1965, Базель) — швейцарский историк и искусствовед. Изучал историю, немецкое литературоведение и историю искусств в Базельском университете. После окончания обучения Гесс занимался самостоятельной исследовательской работой и писательской деятельностью в области истории. В 2007 получил степень кандидата наук, защитив работу, посвящённую творчеству швейцарского скульптора Фердинанда Шлёта. С 2008 года работал в отделе документации общины Риэн, а с 2009 назначен руководителем исторического собрания музея Аргау. Автор многочисленных статей об Историческом словаре Швейцарии.

## Работы Гесса
Штефану Гессу принадлежат работы по истории и культуре Швейцарии, в том числе:
- Basilea. Ein Beispiel städtischer Repräsentation in weiblicher Gestalt. Schwabe, Basel, 2001. ISBN 3-7965-1737-4.
- Zwischen Verehrung und Versenkung. Zum Nachleben Kaiser Heinrichs II. in Basel, in: Basler Zeitschrift für Geschichte und Altertumskunde 102 (2002), S. 83–143.
- Klassische Schönheit und vaterländisches Heldentum. Der Basler Bildhauer Ferdinand Schlöth (1818–1891), Katalog zur gleichnamigen Ausstellung in der Skulpturhalle Basel, Basel, 2004. ISBN 3-905057-20-4.
- Sicherung der Rechtskontinuität oder die Macht der Gewohnheit. Marienbilder im nachreformatorischen Basel, in: David Ganz / Georg Henkel (Hgg.): Rahmen-Diskurse. Kultbilder im konfessionellen Zeitalter, Berlin, 2004, S. 331–357.
- Der "Basler Ratstisch" von Johann Christian Frisch. Basel, 2007 (Basler Kostbarkeiten 28). ISBN 978-3-9523034-5-0.
- Zwischen Winckelmann und Winkelried. Der Basler Bildhauer Ferdinand Schlöth (1818–1891). Berlin, 2010. ISBN 978-3-86805-954-0.
- Herrscherideale und ideale Frauen. Tugendallegorien im frühneuzeitlichen Basel, in: Basler Zeitschrift für Geschichte und Altertumskunde 111 (2011), S. 115–154.
- Möbel in Basel. Meisterstücke und Meisterstückordnungen. Basel, 2007 (совместно с Вольфгангом Лёшером).
- Riehen – ein Portrait. Basel, 2010 (совместно с Арлеттой Шнидер, Сибиллой Мейрат, Изабель Кёльройтер и Даниэлем Хагманом).